# Плакса, Михаил Андреевич
Михаил Андреевич Плакса (1915—1944) — майор Рабоче-крестьянской Красной Армии, участник Великой Отечественной войны, Герой Советского Союза (1943).

## Биография
Михаил Плакса родился в 1915 году в селе Кашеней (ныне — Домбаровский район Оренбургской области). Окончил семь классов школы. В 1936 году Плакса был призван на службу в Рабоче-крестьянскую Красную Армию. Окончил Харьковское военно-политическое училище. С июля 1941 года — на фронтах Великой Отечественной войны.
К октябрю 1943 года гвардии капитан Михаил Плакса командовал 314-м гвардейским миномётным дивизионом 66-го гвардейского миномётного полка Воронежского фронта. Отличился во время битвы за Днепр. 6 октября 1943 года дивизион Плаксы переправился через Днепр к югу от Киева и, закрепившись в районе озера Витка, обстреливал позиции противника, нанеся ему большие потери в боевой технике и живой силе. В разгар боя Плакса был ранен, но продолжал сражаться.
Указом Президиума Верховного Совета СССР от 24 декабря 1943 года гвардии капитан Михаил Плакса был удостоен высокого звания Героя Советского Союза с вручением ордена Ленина и медали «Золотая Звезда».
26 октября 1944 года гвардии майор Михаил Плакса погиб в бою на территории Румынии. Похоронен в румынском городе Орадя.
Был также награждён орденом Красного Знамени и двумя орденами Отечественной войны 1-й степени, рядом медалей.